# 김수로 (드라마)
《김수로》는 MBC에서 2010년 5월 29일부터 2010년 9월 18일까지 매주 토요일, 일요일 밤 9시 45분에 방송된 드라마이다. 가야 건국 신화의 주역인 수로왕의 일대기를 다룬다.
한편, 이 작품은 당초 최종수 장수봉 두 PD가 공동 연출을 맡았으나 최종수 PD가 건강상의 이유로 중도하차한 뒤 장수봉 노종찬 공동연출로 변경됐다. 김미숙 작가가 드라마의 큰 틀을 그리지 못했다는 것은 사실이 아니다. 기사와 판결문에 따르면 결론적으로 메인 작가였던 김미숙 작가의 집필에는 전혀 문제가 없었으며 제작 고위층의 부당행위로 인해 고통을 당한 후 강제로 물러나게 된 것으로 밝혀졌다. 법원은 자기가 직접 극본을 쓰려는 제작 고위층의 '과욕' 때문에 작가와 갈등이 불거졌고, 이로 인해 계약이 해지됐기 때문에 제작사가 배상 책임을 져야 한다고 판단했으며 김미숙 작가에게 제작사로부터 1억3000여만원을 받아내라는 판결을 내렸다.
참고로 이 김수로 제작사는 김미숙 작가 몰래 김미숙 작가의 대본으로 소설 책을 냈다가 제작사 대표와 제작 고위층이 형사처벌을 받기도 하였다. 한 마디로 아주 나쁜 제작사에서 드라마 <김수로>를 제작한 것이다. 

## 캐스팅

### 주인공
- 지성 : 김수로 역 (아역 박건우) - 김융과 정견비의 아들, 후일 금관가야의 초대 국왕이자 김해 김씨의 시조.

### 주요 인물
- 김형일 : 김융 역 - 김수로의 생부이자 북방민족 제천금인의 족장(가한). 왕망의 신하가 되었다가 신나라가 멸망하자 북쪽으로 감. 북방 대초원에서 후한과 싸우다 죽음 (특별출연)
- 배종옥 : 정견비 역 - 김수로와 이진아시의 어머니
- 유오성 : 신귀간 / 태강 역 - 구야국 아홉 부족 가운데 하나인 신귀촌의 부족장
- 서지혜 : 허황옥 역 - 금관가야 최초의 왕비. 인도에서 온 거상 허장상의 딸이자 김해 김씨와 김해 허씨의 시조모.
- 고주원 : 이진아시 역 (아역 원덕현) - 이비가와 정견비의 아들, 후일 가라국(대가야)의 시조
- 강별 : 아효 역 - 사로국 공주, 남해 차차웅의 딸

### 김수로의 주변 인물
- 이종원 : 조방 역 - 김수로의 양아버지
- 장동직 : 유천 / 득선 역 - 후한 광무제의 조카. 수로를 돕는 인물
- 이덕희 : 아진의선 역 - 별칭: 의선할미
- 강신일 : 선도 역 - 국제 무역의 대부. 김수로의 스승
- 윤주상 : 물쇠 역 - 야철장 대장장이
- 최수린 : 조방의 아내 역 - 김수로의 양어머니
- 정재곤 : 사복 역 - 조방의 심복
- 최병학 : 아도간 역

### 구야국 인물
- 이효정 : 이비가 역 - 이진아시의 생부.
- 이원종 : 염사치 역 - 구야국의 거상
- 김혜은 : 나찰녀 역 - 소도를 지키는 천관신녀
- 백소미 : 해례 역 - 신녀
- 김형범 : 추경 역 - 염사치의 충복
- 서성광 : 용비 역
- 김채빈 : 여의 역 - 신귀촌의 노비
- 최아진 : 버들 역 - 장서곡 산골 소녀
- 박지일 : 장서곡주 역 - 버들의 아버지
- 한민채 : 소화 역
- 심훈기 : 노두 역
- 조상구 : 일서 역 - 구야국 야철장 단야장
- 최화정 : 녹사단 역

### 신라
- 권성덕 : 남해차차웅 역
- 왕빛나 : 아로 역 - 사로국 남해 차차웅의 동생. 박혁거세의 딸
- 이필모 : 석탈해 역 (아역 신동기) - 사로국 제4대 왕
- 김시원 : 호공 역

### 한나라
- 김영인 : 경시제 역 - 후한 초대 황제. 왕망의 신하로 있으면서 자신의 부친 유자장을 죽였던 김융을 죽임 (특별출연)

### 아유타국
- 김기현 : 허장상 역 - 허황옥의 아버지

### 그 외
- 주성민

## 시청률
최저 시청률과 최고 시청률은 시청률 조사회사와 지역별로 시청률에 차이가 있을 수 있습니다.
| 2010년      | 2010년      | 2010년         | 2010년       | 2010년         | 2010년       |
| 회차        | 방송일      | TNmS 시청률    | TNmS 시청률  | AGB 시청률     | AGB 시청률   |
| 회차        | 방송일      | 대한민국(전국) | 서울(수도권) | 대한민국(전국) | 서울(수도권) |
| ----------- | ----------- | -------------- | ------------ | -------------- | ------------ |
| 제1회       | 5월 29일    | 10.7%          | 11.0%        | 9.6%           | 9.4%         |
| 제2회       | 5월 30일    | 8.6%           | 8.4%         | 8.5%           | 8.3%         |
| 제3회       | 6월 5일     | 11.5%          | 12.0%        | 9.8%           | 10.3%        |
| 제4회       | 6월 6일     | 9.9%           | 10.2%        | 9.1%           | 10.0%        |
| 제5회       | 6월 13일    | 10.5%          | 11.5%        | 9.2%           | 9.8%         |
| 제6회       | 6월 19일    | 10.9%          | 11.6%        | 10.4%          | 10.4%        |
| 제7회       | 6월 20일    | 11.2%          | 12.0%        | 10.1%          | 10.2%        |
| 제8회       | 6월 26일    | 10.4%          | 10.7%        | 9.7%           | 9.8%         |
| 제9회       | 6월 27일    | 9.4%           | 10.0%        | 8.1%           | 8.6%         |
| 제10회      | 7월 3일     | 11.4%          | 12.1%        | 10.7%          | 11.6%        |
| 제11회      | 7월 4일     | 11.0%          | 11.1%        | 11.1%          | 12.2%        |
| 제12회      | 7월 10일    | 11.9%          | 12.3%        | 11.0%          | 11.5%        |
| 제13회      | 7월 11일    | 12.5%          | 12.4%        | 12.2%          | 13.2%        |
| 제14회      | 7월 17일    | 12.4%          | 12.5%        | 11.3%          | 11.6%        |
| 제15회      | 7월 18일    | 12.0%          | 12.6%        | 11.4%          | 11.8%        |
| 제16회      | 7월 24일    | 11.5%          | 12.0%        | 10.6%          | 11.3%        |
| 제17회      | 7월 25일    | 11.5%          | 11.8%        | 11.2%          | 11.5%        |
| 제18회      | 7월 31일    | 11.0%          | 11.4%        | 9.7%           | 9.6%         |
| 제19회      | 8월 1일     | 10.7%          | 10.9%        | 9.8%           | 10.5%        |
| 제20회      | 8월 7일     | 11.6%          | 12.1%        | 10.6%          | 11.6%        |
| 제21회      | 8월 8일     | 11.9%          | 12.5%        | 10.1%          | 10.3%        |
| 제22회      | 8월 14일    | 10.9%          | 11.0%        | 11.5%          | 12.3%        |
| 제23회      | 8월 15일    | 10.8%          | 11.2%        | 10.4%          | 11.3%        |
| 제24회      | 8월 21일    | 11.0%          | 11.4%        | 11.1%          | 12.6%        |
| 제25회      | 8월 22일    | 10.2%          | 10.5%        | 10.1%          | 10.4%        |
| 제26회      | 8월 28일    | 12.3%          | 12.5%        | 12.3%          | 13.3%        |
| 제27회      | 8월 29일    | 12.4%          | 12.8%        | 11.8%          | 12.4%        |
| 제28회      | 9월 4일     | 12.3%          | 12.7%        | 11.5%          | 12.7%        |
| 제29회      | 9월 5일     | 11.9%          | 12.6%        | 11.6%          | 12.6%        |
| 제30회      | 9월 11일    | 11.2%          | 11.6%        | 10.7%          | 11.3%        |
| 제31회      | 9월 12일    | 10.8%          | 11.5%        | 9.8%           | 10.5%        |
| 제32회      | 9월 18일    | 10.5%          | 10.8%        | 10.4%          | 11.2%        |
| 평균 시청률 | 평균 시청률 | 11.2%          | 11.6%        | 10.5%          | 11.1%        |

## 이모저모
- 가락중앙종친회는 극 중에 김수로가 패망한 북방민족의 부족장이 낳은 아들이라든가, 김수로와 허 왕후가 암투하는 등 가락국의 역사와 다르게 근거 없는 허구적인 내용을 들어 ‘방영금지 가처분신청’을 법원에 접수하였다.[5]